# Minna Cauer
Minna Cauer (właściwie: Wilhelmine Theodore Marie Cauer, ur. 1 listopada 1841 we Freyenstein (Ostprignitz), zm. 3 sierpnia 1922 w Berlinie) – niemiecka nauczycielka, działaczka oświatowa i kobieca.

## Życiorys
Urodziła się jako Wilhelmine Theodore Marie Schelle w rodzinie pastora Alexandra Schelle i jego żony Juliane (z domu Wolfschmidt). W 1862 zawarła związek małżeński z lekarzem, Augustem Latzelem (zm. 1866). W 1868 podjęła zatrudnienie w Paryżu (po kursie nauczycielskim). Rok później zamieszkała w Berlinie wraz z drugim mężem, radcą szkoły miejskiej, Eduardem Cauerem (zm. 1881). Od 1881 ponownie podjęła pracę nauczycielki. W 1885 została członkinią Deutschen Akademischen Vereinigung, organizacji stawiającej sobie za cel reformę oświaty. W 1888 została liderką ruchu Frauenwohl i zbliżyła się do konserwatywnych ruchów kobiecych. Od 1889 kierowała organizacją Kaufmännischen Hilfsverein für weibliche Angestellte propagującą rozwój instytucji samopomocowych. W 1892 zapisała się do Deutschen Friedensgesellschaft. W roku następnym rozwinęła szeroką działalność wykładową i propagatorską w zakresie ochrony praw kobiet. Od tego czasu stopniowo zaczęła przechodzić na pozycje lewicowe. W latach 1895–1919 wydawała czasopismo Die Frauenbewegung. W 1896 zorganizowała Międzynarodowy Kongres Pracy i Wysiłku Kobiet w Berlinie. Zetknęła się na nim z Clarą Zetkin. W 1898 opublikowała pracę Kobieta w XIX wieku. Od 1899 kierowała zrzeszeniem Verband fortschrittlicher Frauenvereine skupiającym radykalne organizacje kobiece, a od 1902 hamburską organizacją Deutschen Vereins für Frauenstimmrecht. W 1908 stała się członkinią Demokratischen Vereinigung. W 1915 założyła wraz z innymi pacyfistkami Internationale Frauenkomitee für dauernden Frieden (późniejszą Internationale Frauenliga für Frieden und Freiheit). W latach 1918–1919 była członkinią Niemieckiej Partii Demokratycznej. Nie zaakceptowała postanowień traktatu wersalskiego i w latach 1919-1920 agitowała za przyłączeniem Górnego Śląska do Niemiec.